# Alexéi Nikoláyev (luchador)
Alexéi Nikoláyev, también transliterado como Aliaxéi Mikalayeu –en bielorruso, Аляксей Мікалаеў; en ruso, Алексей Николаев– (1 de marzo de 1990) es un deportista bielorruso que compite en lucha libre. Ganó una medalla de bronce en el Campeonato Europeo de Lucha de 2016, en la categoría de 125 kg.

## Palmarés internacional
| Campeonato Europeo | Campeonato Europeo | Campeonato Europeo | Campeonato Europeo |
| Año                | Lugar              | Medalla            | Categoría          |
| ------------------ | ------------------ | ------------------ | ------------------ |
| 2016               | Riga (Letonia)     | Medalla de bronce  | 125 kg             |